# Таура (Германия)
Таура (нем. Taura) — община в Германии, в земле Саксония. Подчиняется административному округу Хемниц. Входит в состав района Средняя Саксония. Подчиняется управлению Бургштедт. Население составляет 2502 человека (на 31 декабря 2010 года). Занимает площадь 11,11 км².
Община подразделяется на 3 сельских округа.

## Население
| Год  | Численность | Численность |
| ---- | ----------- | ----------- |
| 2017 | 2404        | [ 1 ]       |
| 2019 | 2372        | [ 3 ]       |
| 2021 | 2316        | [ 4 ]       |
| 2022 | 2340        | [ 5 ]       |
| 2023 | 2352        | [ 2 ]       |